# Singapore Sling (1990)
Singapore Sling ist ein griechischer Spielfilm der 1990 veröffentlicht wurde. Der Film handelt von einem Detektiv mit dem Namen Singapore Sling, der auf der Suche nach seiner kürzlich verschwundenen Frau ist. Die Geschichte basiert lose auf dem Film noir Laura von Otto Preminger.

## Handlung
Ein Detektiv, der sich selbst Singapore Sling nennt, sucht nach Laura, seiner verschollenen Geliebten. Bei seiner Suche trifft er in einer verregneten Nacht auf eine Mutter, die mit ihrer Tochter zusammen in einem abgelegenen Haus wohnt. Dort wird Singapore Sling durch die beiden dämonischen Frauen durch perverse Spielchen fast in den Wahnsinn getrieben.

## Kritik
Das Lexikon des internationalen Films urteilte, der Film nutze „die Stilmittel des Genres, um in die Welt des Film noir zu entführen“, entwickle „aber zusehends morbid-erotische Stilelemente, die auf Tabubrüche angelegt sind“. Dabei „überschreitet er die Grenzen des guten Geschmacks und präsentiert sich als Nachhall der ‚griechischen Tragödie‘ voller Perversitäten und Fetische“.

## Auszeichnungen (Auswahl)
Auf dem Internationalen Filmfestival Thessaloniki im Jahr 1990 wurden Michele Valley, der Regisseur und der Kameramann jeweils mit dem Greek Competition Award ausgezeichnet. Bweim Toronto International Film Festival im Jahr 1991 erhielt der Regisseur den International Critics’ Award.